# Continental (moneda)

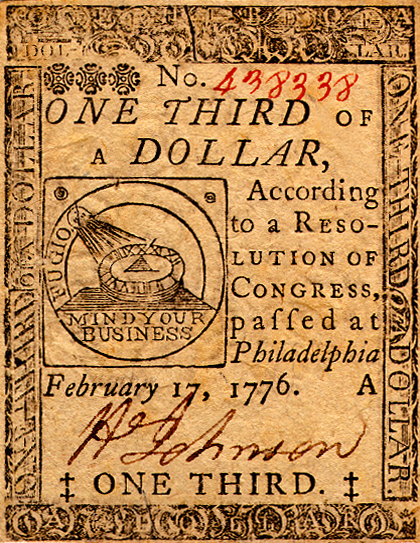
Anverso de dólar continental.

El continental fue un papel moneda emitido por el Congreso Continental, después de la guerra de Independencia de los Estados Unidos, en 1775. Eric P. Newman, autoridad líder en las primeras ediciones de papel moneda de Estados Unidos, distingue entre la divisa continental, de las monedas coloniales, expedidas por las colonias antes de la revolución.
La moneda continental fue denominada en dólares de 1/6 de un dólar a $80, muchos de ellos impares entre las denominaciones, mientras que las monedas coloniales denominados en libras, chelines y peniques, así como en dólares. Sin sólido respaldo y pudiendo ser fácilmente falsificados, los continentales rápidamente perdieron su valor, dando voz a la frase "no vale un continental".
La dolorosa experiencia de los fugitivos de la inflación y el colapso del continental impulsó a los delegados de la Convención de Filadelfia a incluir la cláusula de oro y plata en la Constitución de los Estados Unidos de manera que cada uno de los Estados no pueden emitir facturas de crédito.
- Datos: Q1029329
- Multimedia: Continental currency / Q1029329